# Hartungviken
Hartungviken is een plaats in de gemeente Sundsvall in het landschap Medelpad en de provincie Västernorrlands län in Zweden. De plaats heeft 235 inwoners (2005) en een oppervlakte van 85 hectare.
De plaats grenst aan de Botnische Golf en ligt aan de oostkant van het eiland Alnön. Er ligt een populair strand in de plaats.
Hoewel de plaats meer dan 200 inwoners heeft en het dus als naar het inwoneraantal wordt gekeken de plaats een tätort zou moeten zijn. Beschouwd het Zweeds bureau voor statistiek de plaats, als een småort, dit omdat meer dan 50% van de huizen in de plaats vakantiehuisjes zijn.